# Дюран, Клод
Клод Эрне́ст Дюра́н (фр. Claude Ernest Durand; 9 ноября 1938, Ливри-Гарган, департамент Сен-Сен-Дени, Франция — 6 мая 2015, Париж) — французский книгоиздатель, возглавлявший на протяжении 30 лет крупнейшее издательство Fayard, писатель, переводчик.

## Биография
Клод Дюран вступает в активную жизнь в возрасте 14 лет и становится преподавателем в 19, окончив педагогическое училище в Версале. Одним из его традиционных педагогических приёмов является поручать каждому школьнику написание романа за учебный год. В юности Дюран поддерживает левого политика Пьера Мендес-Франса и является членом Лиги прав человека.
В 1958 году посылает рукопись в издательство «Сёй» и в результате оказывается там на работе, занимаясь вычиткой рукописей. В 1965 году становится редактором серии Écrire, в дальнейшем создаёт серию Combats, в которой публикует левых авторов Латинской Америки и Восточной Европы. В 1967 году открывает французскому читателю Габриэля Гарсиа Маркеса — переводит вместе со своей женой Кармен и публикует «Сто лет одиночества». В 1973 году выпускает «Архипелаг Гулаг» Александра Солженицына. В 1978 году становится генеральным директором издательства «Грассе», из которого уходит в 1980 году, чтобы возглавить крупнейшее французское издательство Fayard. Он возглавляет издательство в течение 30 лет, пока не оставляет руководство в 2009 году.
За время его издательской деятельности Клодом Дюраном были опубликованы такие полемические произведения, как «Французская юность» и «Обратная сторона мира» Пьера Пеана, сочинения Сержа Кларсфельда и Рено Камю в поддержку свободы самовыражения. Многие публикации Дюрана попадают под огонь критики, на что он отвечает: «Одна из особенностей интеллектуальной жизни в этой стране состоит в том, что при недостаче аргументов против кого-то, кого всё же хочется уничтожить, прибегают к атомной бомбе: обвинять в антисемитизме, расизме и педофилии, а лучше — во всех трёх вещах одновременно».
За свою карьеру Дюран сопровождал сотни авторов, среди которых Жак Аттали, Макс Галло, Режи Дебре, Режин Дефорж, Элен Каррер д’Анкосс, Мишель Уэльбек, Мишель. Он был французским издателем таких политиков, как Франсуа Миттеран, Лех Валенса, Хиллари Клинтон, Нельсон Мандела, Шимон Перес.
За время своей издательской карьеры Клод Дюран написал и издал лишь один роман — «Зоологическая ночь», который тем не менее получил Премию Медичи за 1979 год. В 2010 году, уже после своей отставки, он публикует роман «Я бы хотел быть издателем» — роман опубликован под псевдонимом, но псевдоним парадоксальным образом раскрывается прямо на четвёртой обложке. Кроме того, с 2010 года Дюран ведёт ежемесячную рубрику в международном журнале, посвящённом французскому языку, La Revue.
Клод Дюран являлся французским переводчиком Габриэля Гарсиа Маркеса, Исабель Альенде, Хорхе Семпруна, Алана Силлитоу.
К Национальному празднику 2014 года Французское правительство делает Дюрана командором ордена Почётного легиона.

## Сочинения
- 1963: L’Autre Vie, éditions du Seuil
- 1979: La Nuit zoologique, éditions Grasset — Премия Медичи.
- 2010: J’aurais voulu être éditeur, под псевдонимом Франсуа Тюре, послесловие Клода Дюрана, éditions Albin Michel
- 2011: Agent de Soljenitsyne, éditions Fayard — prix des Editeurs.
- 2011: J'étais un numéro un, éditions Albin Michel
- 2011: Le Pavillon des écrivains, éditions Fallois
- 2015: Usage de Faux, éditions de Fallois
- 2015: M’man, éditions Fayard

На русском языке книги Клода Дюрана не издавались.